# Josef Stoll (Politiker)
Josef Stoll (* 28. April 1918 in Oberwölbling; † 4. Dezember 1993 in Waidhofen an der Ybbs) war ein österreichischer Politiker (SPÖ) und Schlosser. Stoll war von 1951 bis 1961 Abgeordneter zum Landtag von Niederösterreich.

## Leben
Stoll besuchte nach der Volksschule eine Hauptschule und erlernte nach dem Ende seiner Schulbildung den Beruf des Schlossers. Er war im Reichsarbeitsdienst eingesetzt und leistete während des Zweiten Weltkriegs von 1940 bis 1945 seinen Militärdienst ab, wobei er in amerikanische Kriegsgefangenschaft geriet.

## Politik
Stoll war nach dem Zweiten Weltkrieg ab 1950 Vizebürgermeister und zwischen 1960 und 1971 Bürgermeister. Zudem hatte er die Funktion des Bezirksparteivorsitzenden inne und war zwischen dem 17. Mai 1951 und dem 15. Mai 1961 Abgeordneter zum Niederösterreichischen Landtag. 